# Перуцци, Анджело
Анджело Перуцци (итал. Angelo Peruzzi; род. 16 февраля 1970, Блера, Лацио) — итальянский футболист, выступавший на позиции вратаря.

## Биография
Перуцци начал свою карьеру в Серии А в составе «Ромы» в 1987 году. В 1989 году он был отдан в аренду в «Эллас Верона». В октябре 1990 года был отстранён от футбола на год из-за провального допинг-теста. Анджело употреблял препарат подавляющий аппетит, который он принимал в то время и который содержал запрещенное вещество фентермин. В 1991 году перешёл в туринский клуб, где на протяжении десяти лет являлся основным голкипером «Ювентуса». В этот период Перуцци стал победителем Лиги чемпионов, трёхкратным чемпионом Италии. В 1999 года из-за конкуренции покинул Турин и стал игроком «Интернационале». Тем не менее, провёл там недолгое время, и чуть позже перешёл в «Лацио». В конце 90-х также ввиду конкуренции Перуцци перестал быть игроком основы сборной Италии. Ему досталась лишь роль запасного голкипера. Сперва стал дублером Тольдо, а затем Буффона. В 2006 году Перуцци стал чемпионом мира, будучи вторым вратарём «скуадра адзурры». В возрасте 36 лет он стал третьим самым возрастным чемпионом мира: только Нилтон Сантос и Дино Дзофф выигрывали титул в более старшем возрасте. Завершил карьеру в 2007 году.
Из-за своего коренастого телосложения Перуцци получил прозвища «Тайсон» в честь боксера Майка Тайсона, имевшего такое же мощное телосложение и невысокий рост. Ещё одно популярное прозвище Анджело Перуцци «Cinghialone» («Кабан» по-итальянски).
Двоюродный брат аргентинского футболиста Джино Перуцци.

## Стиль игры
Анджело Перуцци был известен своей физической силой, выбором позиции, реакцией, скоростью и ловкостью. Несмотря на крепкое телосложение и проблемы с лишним весом, он особенно хорошо играл за пределами штрафной площади и надёжно страховал защитников, что делало его особенно эффективным в командах, которые полагались на зонную систему защиты с высокой линией обороны. Обладая ростом 180 см (по некоторым данным 178 см), Перуцци отлично боролся за мяч во время навесов и забросов, компенсируя недостаток роста своей великолепной прыгучестью.
Рано проявив свой талант в юности, он считался одним из лучших вратарей в мире своего поколения. Перуцци также выделялся своим долголетием в дальнейшей карьере, что позволило ему поддерживать стабильно высокий уровень выступлений долгие годы. Во время матчей был очень эмоциональным игроком, но за пределами поля у него был довольно добрый, спокойный и сдержанный характер.

## Достижения

### Командные
Ювентус
- Чемпион Италии: 1995, 1997, 1998
- Обладатель Кубка Италии: 1995
- Обладатель Суперкубка Италии: 1995, 1997
- Обладатель Кубка УЕФА: 1993
- Победитель Лиги чемпионов: 1996
- Финалист Лиги чемпионов: 1997, 1998
- Обладатель Суперкубка Европы: 1996
- Победитель Межконтинентального кубка: 1996

Лацио
- Обладатель Суперкубка Италии: 2000
- Обладатель Кубка Италии: 2004

Сборная Италии
- Чемпион мира: 2006

### Личные
- Лучший футбольный вратарь года в Италии: 1997, 1998, 2007
- Футболист года в Италии по версии Guerin Sportivo: 1997
- Входит в состав символической сборной Европы по версии ESM: 1996/97, 1997/98

## Государственные награды
- Офицер ордена «За заслуги перед Итальянской Республикой» (2006)[10]

## Интересные факты
- Прозвище «Большой медведь» получил в «Роме» за коренастость и дружелюбность. Ещё его называли «бандитом» и «водителем грузовика»[11].
- Страдающий склонностью к полноте Перуцци принимал препарат для подавления аппетита, который содержал фентермин, считающийся допингом. И эти объяснения антидопинговый комитет Италии не устроили[12].
- В 2007 году, по окончании карьеры футболиста, Перуцци был готов вернуться в «Лацио», испытывающему проблемы на последнем рубеже, если бы клуб не смог решить её, хотя 20 мая 2007 года тепло простился с болельщиками клуба, выйдя на замену за шесть минут до конца домашнего матча Серии А против «Пармы».